# Алексиев, Тодор
Тодор Николаев Алексиев (болг. Тодор Николаев Алексиев; 21 апреля 1983, Пловдив) — болгарский волейболист, доигровщик.

## Клубная карьера
Тодор Алексиев родился в 1983 году в Пловдиве в семье спортсменов. Его отец - профессиональный волейболист, а мать занималась баскетболом.
Заниматься волейболом начал у тренера Кирила Нечева в клубе «Локомотив» в Пловдиве. В 2004 году перешёл в «Левски», где трижды становился чемпионом Болгарии. В сезоне 2006/2007 играл в российском чемпионате в клубе «Нефтяник Башкортостана». В 2007 году заключил контракт с итальянским клубом «Фамилио Корилиано», однако в связи с задолженностью по трансферным выплатам контракт был расторгнут, а Алексиев вновь вернулся в «Левски».
В 2008 году Тодор перешёл в турецкий клуб «Халкбанк» из Анкары. Там он провел один сезон и в следующем году снова отправился в Россию, в волейбольный клуб «Локомотив-Изумруд» из Екатеринбурга, где также отыграл один сезон и вернулся в Турцию, но уже в команду «Истанбул Бююкшехир». В 2011 году заключил контракт с итальянским клубом «Парадизо Монца Брианца», однако там ему не нашлось места в составе, и уже в октябре контракт был расторгнут по обоюдному согласию, а Алексиев присоединился к волейбольному клубу «Газпром-Югра» из Сургута, тренером которого тогда являлся его бывший коллега по сборной Болгарии Пламен Константинов.
В 2014 году назначен капитаном «Газпрома-Югры».
По окончании сезона 2014/2015 покинул «Газпром-Югру» и заключил однолетний контракт с аргентинским клубом УЦПН.
В сезоне 2016-2017 он играл за аргентинский клуб «Персонал Боливар», а в сезоне 2017-18 он сыграет за греческий клуб Олимпиакос пирей.

## Карьера в сборной
С 2001 года Тодор Алексиев регулярно привлекался в сборную Болгарии, однако игроком основного состава стал только в 2009-2010 году, когда завершил карьеру в сборной прославленный доигровщик Пламен Константинов. В составе сборной Алексиев дважды принял участие в Олимпийских Играх (в 2008 году в Пекине и в 2012 году в Лондоне), а также неоднократно выходил на площадку на других крупных турнирах - Чемпионатах мира, Европы, в Мировой лиге.
Тодор является бронзовым медалистом Чемпионата мира 2006 года и Кубка мира 2007 года, а также Чемпионата Европы 2009 года.
По итогам Мировой лиги-2012 в Софии Тодор Алексиев получил две индивидуальные награды - как лучший принимающий и как самый результативный игрок турнира.
В 2013 году выбран капитаном сборной Болгарии. На чемпионате Европы в том же году, где болгары остались на 4 месте, был признан лучшим принимающим турнира, получив индивидуальную награду.
В 2015 году сборная Болгарии, капитаном которой являлся Алексиев, стала серебряным призёром Первых Европейских игр в Баку, уступив в финале сборной Германии со счетом 3:1.

## Личная жизнь
Живёт в Софии. С 2006 года женат на болгарской волейболистке Ване Волкановой. У пары двое детей - дочь Николь и сын Теодор.